# Supercopa Gibralteña 2010
La Supercopa Gibralteña del 2010 fue una competición que se disputó a partido único en el Estadio Victoria el 3 de octubre del 2010. Se enfrentaron el campeón de la Gibraltar Football League 2009/10 y de la Rock Cup 2009/10, el Lincoln fue campeón al ganarle 1:0 al St. Joseph's.
|           | - |                |
| Lincoln 1 | - | St. Joseph's 0 |
| --------- | - | -------------- |

|                   |
| Campeón           |
| Lincoln 7º título |